# آباجا، بخش جاروا
آباجا، بخش جاروا (به لاتین: Abaja, Järva County) یک روستا در استونی است که در دهستان کوئرو واقع شده‌است.